# ديفيا ناريندرا
ديفيا ناريندرا (بالإنجليزية: Divya Narendra)‏ هو كبير الإداريين التنفيذيين وشخصية أعمال أمريكي، ولد في 18 مارس 1982 في ذا برونكس في الولايات المتحدة.